# JP-4
Le JP-4, ou JP4 (JP pour Jet Propellant), est un carburant pour avions à réaction introduit par le gouvernement fédéral des États-Unis en 1951. Son code OTAN est F-40.
Il s'agit d'un mélange 50/50 de kérosène-essence. Son point de combustion est plus bas que le JP-1 précédemment utilisé, mais le JP-4 est plus facile à fabriquer. 
Le JP-4 est inflammable, transparent, et a une odeur de kérosène. C'est un liquide très volatil. Sa température de solidification est de −60 °C. La combustion de cet hydrocarbure dégage une température maximale de 3 688 °C. À noter que le JP-4 est moins dense que l'eau.
L'aviation civile utilise un carburant similaire appelé Jet-B. En outre, le JB-4 contient de l'anti-corrosif ainsi que de l'anti-gel. Au milieu des années 1980, un agent antistatique a été ajouté compte tenu des risques d'incendie engendrés par les décharges électriques.
Le JP-4  a été remplacé par le JP-8 en 1996 à la demande de l'Armée de l'air des États-Unis qui recherchait un carburant moins inflammable et donc moins dangereux.